# Sen grobów
Sen grobów – poemat Adama Asnyka, opublikowany w 1865. Utwór stanowi rozrachunek poety z tradycją romantyczną, którą poeta ocenia negatywnie, jako szkodliwą społecznie. Poemat powstał w pierwszych latach po upadku powstania styczniowego, stąd jego polemiczny charakter. Utwór został napisany tercyną (wł. terza rima), czyli strofą trójwersową rymowaną według wzoru aba bcb cdc..., przejętą z Boskiej komedii Dantego. Asnyk jawnie odwołuje się do poematu włoskiego mistrza, zamieszczając motto wzięte z Piekła.
W posępną nocy zaszedłem krainę,

Po śniegu, co się usuwał pode mną —

I przez powietrze zmrożone i sine,

Które zawisło nad przepaścią ciemną,

Rzucałem trwożne spojrzenia w pustkowie,

Bo czułem trwogę w mej piersi nikczemną.

Włos mi się jeżył, przymarzły na głowie;

Na duszę dziwna przerażeń zmartwiałość

Spadła i skrzydła rozpostarła sowie;